# Celia Kuch
Celia Kuch (Weinheim, RFA, 31 de julio de 1978) es una deportista alemana que compitió en triatlón. Ganó una medalla de plata en el Campeonato Europeo de Triatlón de Larga Distancia de 2013.

## Palmarés internacional
| Campeonato Europeo | Campeonato Europeo | Campeonato Europeo | Campeonato Europeo |
| Año                | Lugar              | Medalla            | Prueba             |
| ------------------ | ------------------ | ------------------ | ------------------ |
| 2013               | Vichy (Francia)    | Medalla de plata   | Individual         |